# Marquesado de Miranda de Ebro

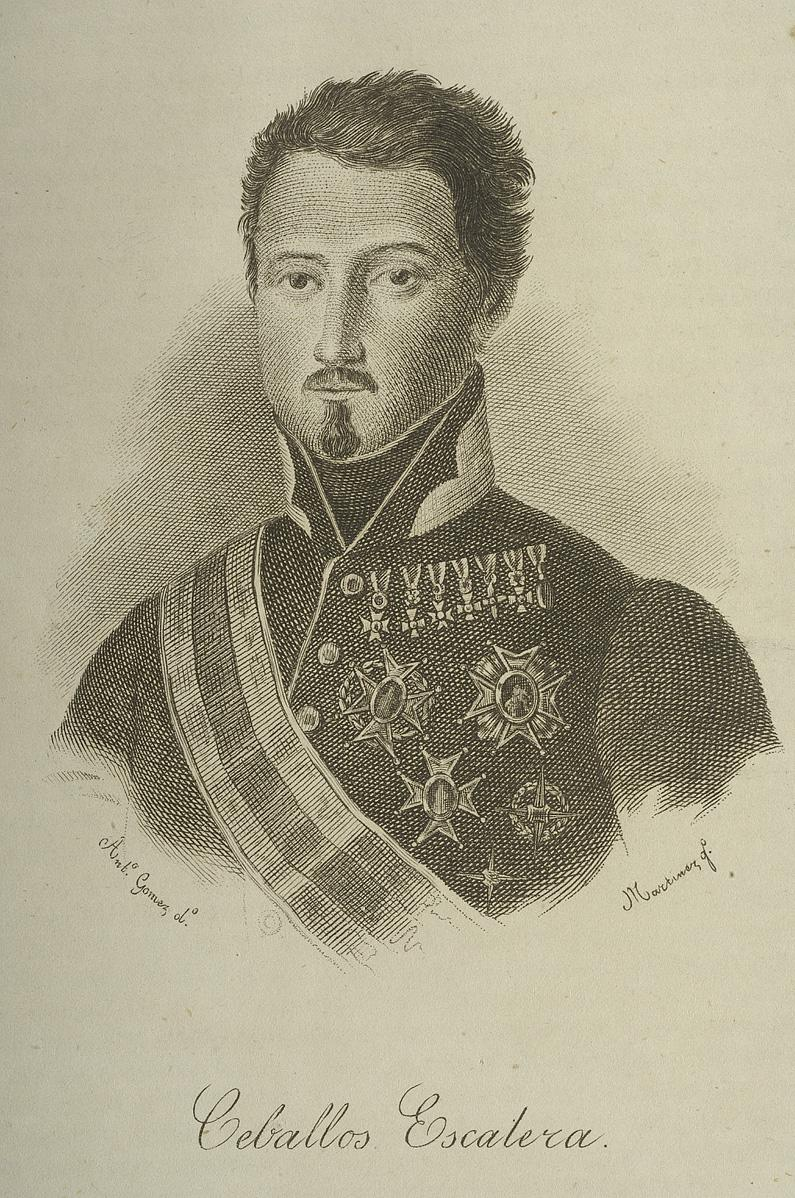
General Rafael de Ceballos-Escalera y Ocón, muerto en Miranda de Ebro, y en cuyo honor, su hijo Joaquín, eligió para su marquesado la denominación de Marquesado de Miranda de Ebro.

Escudo de Miranda de Ebro.

El Marquesado de Miranda de Ebro es un título nobiliario español creado el 27 de febrero de 1891 durante la minoría de edad del Rey Alfonso XIII por su madre, la Reina Regente María Cristina de Habsburgo-Lorena, a favor de Joaquín de Ceballos-Escalera y González de la Pezuela, General de División procedente de Artillería.
El I marqués de Miranda de Ebro, Joaquín de Ceballos-Escalera y González de la Pezuela, era hijo del militar Rafael de Ceballos-Escalera y Ocón, un general del ejército isabelino durante la primera guerra carlista asesinado en la Casa de las Cadenas de Miranda de Ebro por soldados amotinados, y de su esposa María del Carmen González de Pezuela y Ceballos.
El título se concedió para premiar los méritos y servicios del hijo mayor del asesinado general, pues a este personaje se había debido el triunfo en Madrid del pronunciamiento del general Martínez Campos en Sagunto, en 1874, que causó la proclamación del Rey Alfonso XII. Como era de costumbre en tales casos de nuevas concesiones nobiliarias, el agraciado escogió el nombre del nuevo Marquesado, eligiendo el de Miranda de Ebro en memoria y veneración de su padre. Por lo tanto, el Marquesado vino a premiar, no unos méritos individuales, sino más bien los de toda una familia, en las personas de dos de sus más conspicuos representantes.
Su denominación hace referencia al municipio de Miranda de Ebro, en la provincia de Burgos.

## Escudo de armas del Marquesado
En campo de plata, tres fajas de sable. Bordura jaquelada de dos órdenes de gules y oro. Un mantillo de gules con doblas cordas de armiño y tassillas de oro. Sobre todo un coronete de duque.

## Marqueses de Miranda de Ebro
|                           | Titular                                               | Periodo                   |
| Creación por Alfonso XIII | Creación por Alfonso XIII                             | Creación por Alfonso XIII |
| ------------------------- | ----------------------------------------------------- | ------------------------- |
| I                         | Joaquín de Ceballos-Escalera y González de la Pezuela | 1891-1904                 |
| II                        | Rafael de Ceballos-Escalera y Meléndez de Ayones      | 1905-1932                 |
| III                       | Rafael de Ceballos-Escalera y Sola                    | 1949-1980                 |
| IV                        | Rafael de Ceballos-Escalera y Contreras               | 1981-2014                 |
| V                         | Rafael de Ceballos-Escalera y Fernández-Regatillo     | 2014-actual titular       |

## Historia de los marqueses de Miranda de Ebro

### I marqués de Miranda de Ebro
El general Joaquín de Ceballos-Escalera y González de la Pezuela, I marqués de Miranda de Ebro. Nació en Madrid, el 8 de octubre de 1828, siendo el mayor de los hijos varones del entonces coronel laureado Rafael de Ceballos-Escalera y Ocón y de su esposa María del Carmen González de la Pezuela y Ceballos, hija a su vez de otro distinguido artillero montañés, el teniente general Joaquín González de la Pezuela y Sánchez de Aragón, I marqués de Viluma y penúltimo virrey del Perú.
Capitán de Artillería en julio de 1856, comandante en febrero de 1864, condecorado por su valor en la fracasada sedición del madrileño cuartel de San Gil (junio de 1866) con una cruz roja del Mérito Militar, teniente coronel graduado de coronel en noviembre de 1868, sirvió durante aquellos años varios destinos del Cuerpo, principalmente en la Dirección General de Artillería. Fue elegido diputado a Cortes por Segovia en la legislatura de 1867 a 1868, asistiendo regularmente a alas sesiones parlamentarias. Tras la revolución de septiembre de 1868, se declaró fiel a la depuesta soberana, quedó en situación de supernumerario desde junio de 1869, y fue separado del servicio desde marzo de 1871 por negarse a prestar juramento de fidelidad a la Constitución de 1869 y a Amadeo I de España. En noviembre de 1873 la República le devolvió sus grados y honores militares, que él mismo renunció de inmediato. El 6 de octubre de 1875, el coronel de Ceballos-Escalera fue nombrado comandante de artillería del II Cuerpo de Ejército, y pasó a Vitoria enseguida. En abril de 1876, terminada victoriosamente aquella guerra civil, el coronel Joaquín de Ceballos-Escalera estuvo al lado del rey Alfonso XII de España en la triunfal entrada del Ejército del Norte en Madrid. Posteriormente fue promovido a los grados de general de brigada y de general de división de los Ejércitos.
Entre sus muchas condecoraciones y distinciones, notemos que fue caballero de gracia y devoción (1850) y caballero de honor y devoción 1885) de la Soberana Orden Militar y Hospitalaria de San Juan de Jerusalén, de Rodas y de Malta, gran cruz de la Real y Militar Orden de San Hermenegildo (1879), y además ganó tres cruces de tercera clase de la Orden del Mérito Militar, con distintivo rojo, la Medalla de Alfonso XII con los pasadores de Elgueta y Orio, y fue dos veces declarado benemérito de la Patria por las Cortes.
En premio de su lealtad al Rey, y en recuerdo de los servicios de su padre y demás ascendientes, Su Majestad la Reina Regente María Cristina de Habsburgo-Lorena, le concedió el 27 de febrero de 1891, en nombre de su hijo el rey Alfonso XIII de España, por decreto real, título de España con la denominación de marqués de Miranda de Ebro. El general Joaquín de Ceballos-Escalera y González de la Pezuela falleció en Madrid el 15 de febrero de 1904.
1. Contrajo matrimonio en Madrid el 9 de noviembre de 1856 con su prima hermana Julia Meléndez de Ayones y González de la Pezuela, dama de la Reina Isabel II de España.

De esta unión nacieron: 
- Cayetano de Ceballos-Escalera y Meléndez de Ayones, murió joven.
- Rafael de Ceballos-Escalera y Meléndez de Ayones, IV marqués de la Pezuela (1926), II marqués de Miranda de Ebro, IV vizconde de Ayala.
- Matías de Ceballos-Escalera y Meléndez de Ayones.

Le sucedió su hijo:

### II marqués de Miranda de Ebro
Rafael de Ceballos-Escalera y Meléndez de Ayones, IV marqués de la Pezuela (1926), II marqués de Miranda de Ebro, IV vizconde de Ayala (1930), etc. Nació en Madrid, el 2 de mayo de 1859 y falleció en la misma villa el 24 de octubre de 1932. Estudió en el Real Colegio de las Escuelas Pías de San Antón, ingresando luego en la Academia de Administración Militar. Más tarde obtuvo el título de maestro nacional, que ejerció algún tiempo en Zaragoza.
1. Contrajo matrimonio el 2 de febrero de 1894 en Madrid con Blanca Álvarez de Sola y Gargollo (1873-1963), hija del célebre arquitecto y político Lorenzo Álvarez Capra y de su esposa.

De esta unión nacieron: 
- Rafael de Ceballos-Escalera y Sola, III marqués de Miranda de Ebro, VI vizconde de Ayala.
- Joaquín de Ceballos-Escalera y Sola, murió joven.
- Blanca de Ceballos-Escalera y Sola, casó con un Álvarez de Lorenzana, con descendencia, incluso el V marqués de la Pezuela, V conde de Cheste grande de España.
- Julia de Ceballos-Escalera y Sola, V vizcondesa de Ayala (? - 1965), no casó, sin descendencia.

Le sucedió su hijo:

### III marqués de Miranda de Ebro
El coronel Rafael de Ceballos-Escalera y Sola, III marqués de Miranda de Ebro y VI vizconde de Ayala (1965), etc. Nació en Madrid, el 30 de octubre de 1894 y falleció en la misma ciudad el 25 de febrero de 1980. Ingresó en la Academia de Artillería en 1914, alcanzó el empleo de coronel de Artillería y el título de ingeniero industrial, y tuvo la placa de la Real y Militar Orden de San Hermenegildo y otras varias cruces de guerra; combatió en las campañas de África y de la guerra civil española.
1. Contrajo matrimonio el 14 de abril de 1918 en Segovia con Angelina de Contreras y López de Ayala (Segovia, 23 de noviembre de 1897 - Segovia, 17 de mayo de 1971), hija de los marqueses de Lozoya y hermana de la XVI vizcondesa de Altamira luego de Altamira de Vivero.

Fruto de esta unión nacieron: 
- Isabel de Ceballos-Escalera y Contreras.
- Blanca de Ceballos-Escalera y Contreras.
- Rafael de Ceballos-Escalera y Contreras, IV marqués de Miranda de Ebro.
- Antonio de Ceballos-Escalera y Contreras, VII vizconde de Ayala.
- Julia de Ceballos-Escalera y Contreras.
- María Teresa de Ceballos-Escalera y Contreras.

Le sucedió su hijo:

### IV marqués de Miranda de Ebro
Rafael de Ceballos-Escalera y Contreras, IV marqués de Miranda de Ebro. Nació en Madrid, el 19 de abril de 1922 y murió en Segovia el 29 de enero de 2014. Licenciado en Derecho, abogado, abogado del Ilustre Colegio de Segovia, magistrado suplente y juez del departamento de la Audiencia Provincial de Segovia, fue además ingeniero técnico agrícola y funcionario jubilado del Ministerio de Agricultura y de la Junta de Castilla y León, oficial de Infantería, y caballero y diputado vicedecano de la Junta de Nobles Linajes de Segovia, maestrante de Castilla y cruz de 1.ª clase de la Orden Civil de Beneficencia.
1. Contrajo matrimonio en Segovia el 11 de septiembre de 1972 con Aída Fernández-Regatillo y la Cuesta (Madrid, 13 de julio de 1949), hija de Roberto Fernández-Regatillo y de su esposa María de las Angústias de la Cuesta y Almonacid.

De esta unión nacieron: 
- Rafael de Ceballos-Escalera y Fernández-Regatillo, V marqués de Miranda de Ebro (Segovia, 4 de marzo de 1974), ingeniero informático, soltero y sin descendencia.
- Juan Manuel de Ceballos-Escalera y Fernández-Regatillo (Segovia, 17 de diciembre de 1975), ingeniero forestal, soltero y sin descendencia.
- Martín de Ceballos-Escalera y Fernández-Regatillo (Segovia, 1977), ingeniero de minas, soltero y sin descendencia.
- Angelina de Ceballos-Escalera y Fernández-Regatillo (Segovia, 9 de julio de 1987), ingeniera forestal.

Le sucedió su hijo: 

### V marqués de Miranda de Ebro
Rafael de Ceballos-Escalera y Fernández-Regatillo, V marqués de Miranda de Ebro (Segovia, 4 de marzo de 1974), ingeniero informático.